# 波德沃洛希诺市镇
波德沃洛希诺市镇（俄语：Подволошинское муниципальное образование）是俄罗斯联邦伊尔库茨克州布拉茨克区所属的一个市镇。其下辖有个居民点，行政中心为波德沃洛希诺。据2016年统计，该市镇的人口为398人。